# Saundersia paniculata
Saundersia paniculata är en orkidéart som beskrevs av Alexander Curt Brade. Saundersia paniculata ingår i släktet Saundersia och familjen orkidéer. Inga underarter finns listade i Catalogue of Life.